# Заполье (Шиловский район)
Заполье — деревня в Шиловском районе Рязанской области в составе Мосоловского сельского поселения.

## Географическое положение
Деревня Заполье расположена  на реке Заполье (приток Непложи) в 18 км к юго-западу от пгт Шилово. Расстояние от деревни до районного центра Шилово по автодороге — 30 км.
К югу от деревни расположен Лес Верновский (урочище Заповедник), к северу — большой пруд на реке Заполье с Домом отдыха на северном берегу. Ближайшие населенные пункты — деревни Николаевка, Фролово и Шелухово.

## Население
| 1859 | 1897  | 2010 |
| ---- | ----- | ---- |
| 1163 | ↗1398 | ↘181 |

По данным переписи населения 2010 г. в деревне Заполье постоянно проживает 181 чел. (в 1992 г. — 424 чел.).

## Происхождение названия
Происхождение названия деревни до конца не выяснено. В Атласе Рязанской области (2002) указана речка Заполье (приток Непложи), протекающая через деревню. Но неясно, речка получила название по имени деревни или наоборот.

## История
Впервые деревня Заполье упоминается в сотной грамоте 1567—1568 гг., данной писцами Иваном Юрьевичем Траханиотовым с товарищи на земельные владения епископа Рязанского и Муромского.

В писцовых книгах за 1639 г. Заполье значится уже селом и ему дается следующее описание: 
«Село Заполье на речке на…, что было преже сего в государевых дворцовых селех, а в селе церковь Живоначальные Троицы да в пределе Акима и Анны, древена, клетцки, строенья та церковь и в церкве образы и книги и колокола и все церковное строенье того-ж села мирских приходных людей, а на церковной земле дворов: двор поп Гаврила Минин, двор поп Яков Иванов, двор церковной дьячок Фролко Минин; пашни церковные добрые земли – государева данья – во всех трех полях 12 чети в поле, в дву потомуж и стой пашнею, которая пашня одного попа Гаврила, ево жеребья 7 чети, что та пашня стала емуж, в поместной земле тогож села Заполья с помещики — с Савельем Лебодинским да с Петром Слепушкиным да села Старой Рязани и Резанцов с помещики ж — с Богданом Челищевым с товарыщи через десятину, сена нет».
По окладным книгам за 1676 г. в приходе Троицкой церкви села Заполья помимо самого села с 63 дворами значится деревня Наземово (11 дворов).

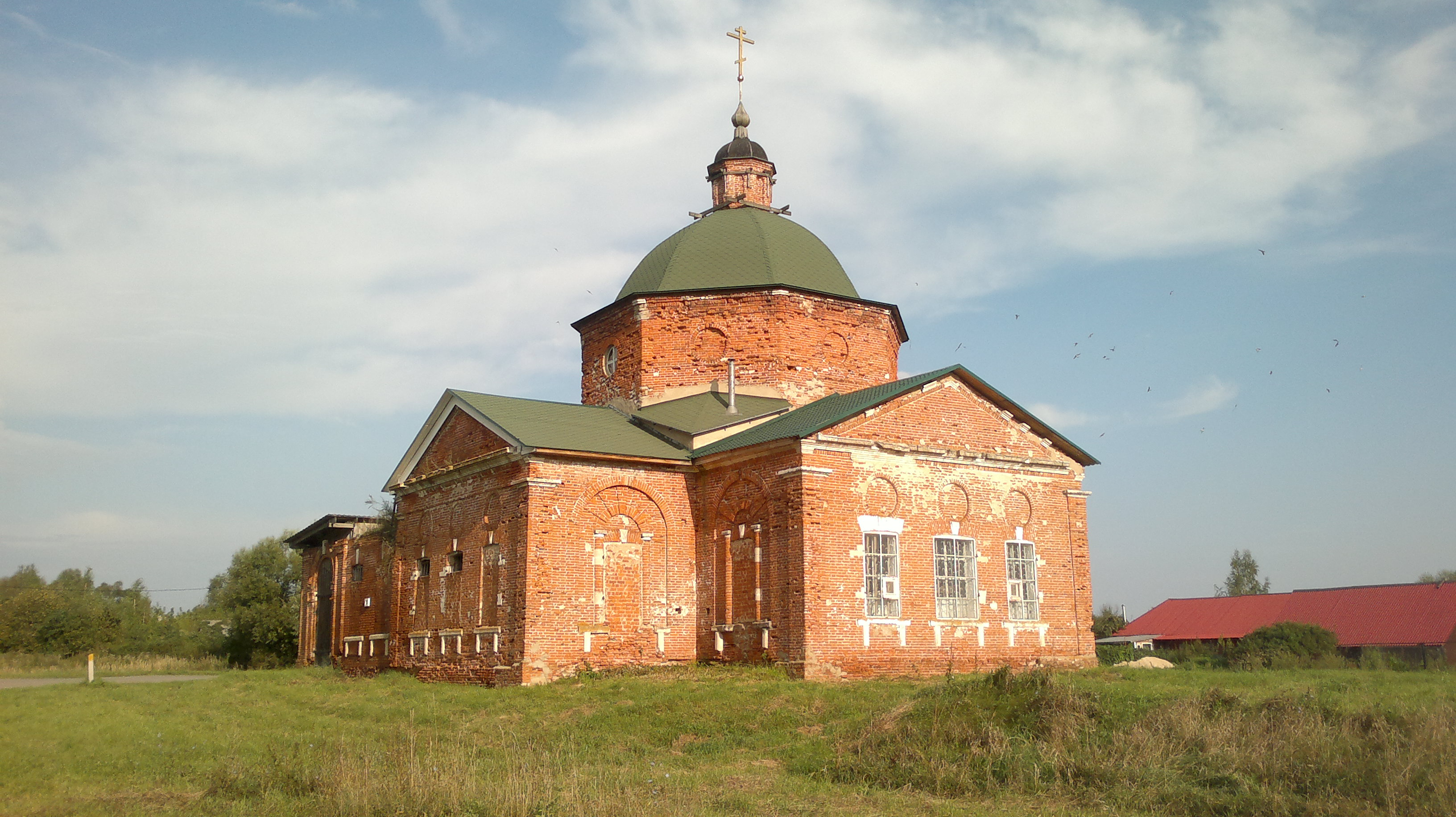
Деревня Заполье. Храм Живоначальной Троицы (Троицкая церковь), 1811.

В 1749 г. на месте старой обветшавшей Троицкой церкви была построена новая, также деревянная. А в 1801—1811 гг. на средства и усердием местных землевладельцев был построен ныне существующий каменный Троицкий храм. В 1804 г. в нём был освящен придел в честь иконы Божией Матери Казанской, в 1809 г. – придел в честь праведных Иоакима и Анны, а в мае 1811 г. испрашивалось разрешение на освящение главного престола во имя Живоначальной Троицы. В 1815 г. Троицкая церковь была расписана настенной живописью и покрыта железом.
В 1876 г. в селе Заполье была открыта земская приходская школа. Законоучителем в ней с 1881 г. состоял местный священник Семен Петрович Кедров. К 1915 г. в школе обучалось 50 мальчиков и 26 девочек.
К 1891 г., по данным И. В. Добролюбова, в приходе к Троицкой церкви, состоящем из одного села Заполье, числилось 246 дворов, в коих проживало 906 душ мужского и 937 душ женского пола, в том числе грамотных — 169 человек.

Советская власть в селе Заполье была установлена в декабре 1917 г., раньше, чем во многих других селах Спасского уезда. На общем собрании местных крестьян, при выборах в Совет крестьянских депутатов, была принята резолюция: 
«Со всеми, кто думает посягнуть на жизнь наших выборных, мы общим собранием единогласно постановили расправляться с таковыми людьми самым решительным образом, не давая никакой пощады».
Троицкая церковь в селе оставалась действующей вплоть до 1937 г. Решения советских органов о её закрытии не имеется. Богослужения в ней были прекращены из-за отсутствия священника. В послевоенные годы в здании храма был устроен колхозный склад. Троицкий храм был возвращен Рязанской епархии РПЦ в августе 2000 г. и, после небольшого ремонта, заново освящен в декабре 2002 г.
По данным на 1970 г. Заполье ещё значилось селом, в настоящее время статус поселения понижен до деревни.

## Усадьба Заполье
Усадьба основана в последней четверти XVIII века гвардии поручиком М.П. Титовым. Во второй половине XIX века принадлежала помещику А. Стерлигову, в конце столетия - жене полковника А.А. Стерлиговой, в 1910 году С.Ф. Стерлигову.
Сохранились действующая Троицкая церковь 1805-1811 годов в стиле классицизм, построенная вместо прежней деревянной, старинные надгробия рядом с храмом.

## Транспорт
Основные грузо- и пассажироперевозки осуществляются автомобильным транспортом: вдоль южной окраины деревни Заполье проходит автомобильная дорога федерального значения М-5 «Урал»: Москва — Рязань — Пенза — Самара — Уфа — Челябинск.

## Достопримечательности
- Храм Святой Живоначальной Троицы — Троицкая церковь. Построен на средства прихожан в 1804—1811 гг.[10][11]

## Известные уроженцы
- Никита Николаевич Запольский (ум. 1863 г.) — протоиерей, православный христианский миссионер Якутской области.
- Анна Срезневская (в миру Анисия Столярова; 1895+1958 гг.) — схимонахиня, преподобноисповедница, святая Русской Православной Церкви.
- Василий Иудович Полозков (1898+1944 гг.) — советский военный деятель, генерал-майор танковых войск.
- Алексей Иванович Бобров (1905+1974 гг.) — специалист в области электронной промышленности, лауреат Государственной премии СССР.